# Samo jučer (anime)
Samo jučer (jap. Omoide Poro Poro) je hvaljena japanska anime humorna drama iz 1991. koju je režirao Isao Takahata. To je Takahatin najslavniji film, uz anime "Groblje krijesnica".
U časopisu Animage, Samo jučer se 1992. našao na visokom petom mjestu na popisu najboljih animea godine s ukupno 427 glasa.

## Radnja
Tokyo. Taeko Okajima je mlada djevojka koja s 27 godina radi u jednoj tvrtci. Jednog dana uzima godišnji u trajanju od 10 dana i odluči otputovati van iz velegrada u prirodu, točnije kod farme rođaka supruge njene starije sestre. Tijekom svojeg putovanja počne se sjećati svojih dana u osnovnoj školi, kada je imala 10 godina i proživljavala razne pustolovine, u razmjeru od ugodnih do neugodnih - sramila se kada se na zidu pojavio natpis da je dečko Hirota zaljubljen u nju, borila se s ocjenama iz matematike, u školi su ih učili o njihovoj prvoj menstruaciji, glumila je u kazališnoj predstavi, svađala se sa sestrama...U sadašnjosti, Taeko na kolodvoru upozna mladića Toshija, poznanika njene sestre, koji ju autom odvede do farme. Kako vrijeme prolazi, Taeko sve više uživa u njegovom društvu i u životu u prirodi, pa se počne pitati je li se zaljubila u njega...

## Glasovi
- Miki Imai - Taeko s 27 godina
- Youko Honna - Taeko s 10 godina
- Toshira Yanagiba - Toshio
- Mayumi Iizuka - Tsuneko Tani

## Kritike
Kritičar Kjeldoran je zaključio: "...I nagrada za najbolji razvoj likova ide...Točno, još jednom remek-djelu studija Ghibli kojeg je potpisao Isao Takahata. Definitivan vrhunac u karakterizaciji likova je dosegnut sa Samo jučer jer se svaka minuta posvećuje u davanju dubine Taeko (junakinji ovog animea). Polako i sigurno pobijeđuje u utrci; Samo jučer uzima svoje vrijeme kako bi se osiguralo da je sve baš kako treba...Iako postoji određen sukob između glavne priče i dugih "flashbackova", pošto oni stvaraju svoju vlastitu radnju, može čovjeka natjerati da zaboravi da gleda jedan film umjesto dva, no oni koji su uživali u nježnoj naraciji animea Oceanski valovi će sigurno uživati u ovom filmu. Samo se osigurajte da pogledate film do nevjerojatne odjavne špice; taj kraj osigurava da shvatite vrline dvosatne karakterizacije likova".
Kritičar Sam Yu je na siteu THEManime.org također hvalio film: "Radnja nije bila ništa posebno, no to nije ni bitno. Primijetio sam da sam bio puno više zaokupljen karakterizacijom junakinje Taeko nego što sam pratio bilo što u radnji. Način na koji je film prelazio s odrasle Taeko na Taeko iz osnovne škole i natrag je isprva bilo konfuzno, no čim sam shvatio što se događa izgleda da je koncept jako dobro funkcionirao...Nije bilo puno toga što mi se nije svidjelo u ovom filmu. Ukratko, ako volite studio Ghibli, Samo jučer je odličan film za pogledati - a ako niste nikada čuli za njega, onda vas može biti sram".

## Vanjske poveznice
- Only Yesterdays u internetskoj bazi filmova IMDb-a
- Only Yesterday na Anime News Network